# La Capelle-Bleys
 La Capelle-Bleys  là một xã ở tỉnh Aveyron, thuộc vùng Occitanie ở miền nam nước Pháp.